# IC 1801
IC 1801 је спирална галаксија у сазвјежђу Ован која се налази на листи објеката дубоког неба у Индекс каталогу.
Деклинација објекта је + 19° 34' 59" а ректасцензија 2h 28m 12,9s. Привидна величина (магнитуда) објекта IC 1801 износи 13,8 а фотографска магнитуда 14,6. IC 1801 је још познат и под ознакама UGC 1936, MCG 3-7-16, CGCG 462-15, KCPG 68B, ARP 276, VV 238, PGC 9392.